# Боровий Василь Іванович
Васи́ль Іва́нович Борови́й (27 вересня 1923, Харків — 13 листопада 2014, Харків) — український поет. Жертва Сталінських репресій. Член Національної спілки письменників України з 1990 року.

## Біографія
Народився 27 вересня 1923 р. у  Харкові. Освіта середня.
У 1947 р. був заарештований «за антирадянську агітацію та буржуазний націоналізм». Десятирічне покарання (фактично п'ятирічне) відбував на Крайній Півночі Росії, у метанових шахтах Каєркана.
У Спілці українських письменників з 1965 року. У 1973 р. його було виключено з лав СПУ (у 1990 р. поновлено), після чого друкувався в періодиці під іменем В. Рибальченко.
Автор поетичних збірок «Березнева земля», «Розмова з флейтою», «Жито — життя», «Зелений парус літа», «Багряне серце землі», «Полинова сага», «Святогори», «Монолог для Кассандри», «Червоне сонце Каєркана», книжки публіцистики «В аркані Каєркана».
Лауреат літературних премій імені В. Мисика та імені Павла Тичини, а також Фундації Воляників-Швабінських Українського вільного університету в Нью-Йорку (США).